# Убыхская аристократия
Убыхская аристократия — верхушка общества у убыхов, правители и владетели земли убыхов.

## Общие сведения
Высшим феодальным сословием у убыхов являются князья, за ними же следуют дворяне.
Убыхские князья состояли в близкородственных отношениях и с абхазскими и с адыгскими аристократами, либо в родстве через аталычество.
У убыхов, более, чем у их соседей абхазо-абазинских и адыгских племён, действовали традиции общинно-родового устройства. В целом же это было анархическое общество, в котором, во-первых, каждый свободный человек имел право носить и употреблять оружие и, во-вторых, лица одной фамилии несли общую ответственность за поведение каждого члена данной фамилии и были обязаны оказывать взаимную защиту и мстить за смерть и обиды родственников.
Убыхские аулы были разбросаны по горам, на различных расстояниях друг от друга. Все аулы, расположенные в одной долине, составляли общину. Так, у горных убыхов военная и политическая власть из поколения в поколение сохранялась у представителей знаменитого дворянского рода Берзеков. У убыхов Вардане — дворянский род Дзиаш (Дзейш).
Ландманнам удалось составить генеалогические таблицы, из которых известно :
- род Аджук Берзека начался с Севебуха, от кого пошли Хатагул, от которого пошли Хазеч, Херотко и Кокас.

 — В третьем поколении — Хачимаф, Пшигуз, Тух и Хатух.
- род Бабук-Берзека восходит к Бабуку, от кого пошли Пшимаф-и-дсук (адыг — маленький Пшимаф) и Тамыш.

 — От Пшимафацука пошли Хатат, Зевик, Пшизач, Хаджиомер.
 — От Хатата сын Гирей, от кого произошли Пшутук и Агур.
 — От Зевика — Шекозеч (Шекозетш) и Шакир.
 — От Пшитака (сына Тамыша) — Гумзаг и Карох.
Как видим, для поколения убыхов, живших на Кавказе, наиболее характерны адыгские имена, среди которых следует выделить княжеские имена с основой пши-(пщы «князь»).

### Князья
- Аублаа
- Борзен[2], ( см.Берзеки) Берзек, (соврем. "Бэрзедж" и "Берзегов" )
- Диман[2]
- Чизмаа
- Бабуко
- Хамыш

### Дворяне
- Чу
- Дзейш
- Дударуко
- Йэшер
- Кишмар
- Канцба